# آندرس گارسیا
آندرس گارسیا (به اسپانیایی: Andrés García) (زاده ۲۴ مه ۱۹۴۱ در لا وگا، جمهوری دومینیکن) بازیگری شناخته شده در سراسر امریکا لاتین و در ایالات متحده‌است.

## زندگینامه
او از پدر و مادری اسپانیایی زاده شد و در دهه شصت و هفتاد گارسیا به نمادی از سکس در آمریکای لاتین تبدیل شد و در فیلم‌هایی عاشقانه و تبلیغات صابون و جلد مجله شرکت داشت. او در سال ۱۹۹۵ به سرطان پروستات مبتلا شد و پس از سفری به گرجستان درمان شد. در سال ۲۰۰۱ مجله اتوفلاتیو تصاویری مستهجن از او را به چاپ رساند. در سال ۲۰۰۱ او برای خود خانه‌ای به شکل عمارت ساخت.
در سال ۲۰۰۳ مهمانی ترتیب داد که توسط پلیس محاصره شد و یکی از شرکت کننده‌ها به دلیل خوردن هات داگ سمی مسموم شد
او در سال ۲۰۰۵ در تلویزیون اسپانیا اعلام کرد که به تناسخ معتقد است.

## فیلم‌شناسی
- تسخیرناپذیران - (۱۹۸۷)
- پدرخوانده ۳ - (۱۹۹۰)
- یازده یار اوشن - (۲۰۰١)
- دوازده یار اوشن - (۲۰۰۴)
- مودیلیانی - (۲۰۰۴)
- شهر گمشده - (۲۰۰۶)
- سیزده یار اوشن - (۲۰۰۷)
- آس‌های دودی - (۲۰۰۷)
- پلنگ صورتی ۲ - (۲۰۰۹)